# Lewice (województwo opolskie)
Lewice (cz. Levice, niem. Löwitz) – wieś w Polsce położona w województwie opolskim, w powiecie głubczyckim, w gminie Branice, na Płaskowyżu Głubczyckim u podnóża południowo-wschodniej części Gór Opawskich.
Wioska znajduje się w Obszarze Chronionego Krajobrazu Rejon Mokre - Lewice. Leży na terenie Nadleśnictwa Prudnik (obręb Prudnik).

## Nazwa
Nazwa patronimiczna Lewice wywodzi się prawdopodobnie od imienia Lew.
Według niemieckiego językoznawcy Heinricha Adamy’ego nazwa miejscowości pochodzi od staropolskiej nazwy polowania - łowiectwa. W swoim dziele o nazwach miejscowych na Śląsku wydanym w 1888 roku we Wrocławiu wymienia on jako pierwotną zanotowaną nazwę miejscowości Łowic podając jej znaczenie "Jagerdorf" - "Wieś łowczych, myśliwych".

## Historia
Historycznie miejscowość leży na tzw. polskich Morawach, czyli na obszarze dawnej diecezji ołomunieckiej. Została po raz pierwszy wzmiankowana w 1234 jako Leuiz i należała do klasztoru norbertanów w Zábrdovic koło Brna. Jej założycielem mógł być Lev z Klobuka, założyciela zaberdovickiego klasztoru. Polityczne należała do Moraw a później do wydzielonego z nich księstwa opawskiego. Po wojnach śląskich znalazła się w granicach Prus i powiatu głubczyckiego. Była to miejscowość niemieckojęzyczna.
W latach 1975–1998 miejscowość administracyjnie należała do ówczesnego województwa opolskiego.

## Zabytki
Do wojewódzkiego rejestru zabytków wpisany jest kościół parafialny. pw. św. Marii Magdaleny, z 1834 r.